# Domnarvets landskommun
Domnarvets landskommun var en kommun i dåvarande Kopparbergs län (numera Dalarnas län).

## Administrativ historik
I Stora Tuna landskommun inrättades den 27 februari 1925 ett municipalsamhälle: Domnarvets municipalsamhälle. Enligt beslut den 31 mars 1928 skedde, gällande från den 1 januari 1929, följande ändringar:
- Till Borlänge köping överfördes från municipalsamhället det så kallade Borlänge, Åkre och Mjälga byars skifteslag.
- Den återstående delen av Domnarvets municipalsamhälle bildade Domnarvets landskommun.
- Ett område som inte hade ingått i municipalsamhället överfördes till den nya landskommunen från Stora Tuna landskommun. Området omfattade vissa områden av byarna Bomsarvet, Övre Gårbergärdet med Blecktorp, Yttre Gårbergärdet, Övre Medväga, Yttre Skomsarby, Islingby, Kälarvet, Söpnarby, Yttre Hönsarvet, Domnarvet, Nyckelby och Barkargärdet.

Trots att stadsstadgorna gällde inom hela kommunen och att municipalsamhället upplöstes, klassades Domnarvet inte som köping eller stad utan som landskommun.
Den 1 januari 1944 lades Domnarvets kommun och Borlänge köping samman och bildade Borlänge stad. Denna blev vid kommunreformen 1971 Borlänge kommun.
Domnarvets landskommun saknade egen församling och tillhörde istället Stora Tuna församling.

## Kommunvapen
Blasonering: Medelst vågskuror två gånger av blått, silver och rött styckad sköld, i första fältet ett järnmärke och i tredje en balkvis ställd yxa, båda av silver.
Vapnet fastställdes för kommunen 1938.

## Befolkningsutveckling
| Befolkningsutvecklingen i Domnarvets landskommun 1930–1940    | Befolkningsutvecklingen i Domnarvets landskommun 1930–1940 | Befolkningsutvecklingen i Domnarvets landskommun 1930–1940 | Befolkningsutvecklingen i Domnarvets landskommun 1930–1940 | Befolkningsutvecklingen i Domnarvets landskommun 1930–1940 |
| ------------------------------------------------------------- | ---------------------------------------------------------- | ---------------------------------------------------------- | ---------------------------------------------------------- | ---------------------------------------------------------- |
|                                                               |                                                            |                                                            |                                                            |                                                            |
| År                                                            |                                                            |                                                            | Invånare                                                   |                                                            |
| 1930                                                          | 1930                                                       |                                                            | 14 552                                                     | 14 552                                                     |
| 1935                                                          | 1935                                                       |                                                            | 15 127                                                     | 15 127                                                     |
| 1940                                                          | 1940                                                       |                                                            | 15 192                                                     | 15 192                                                     |
| Källa: SCB - Folkmängd inom administrativa områden 1910-1961. |                                                            |                                                            |                                                            |                                                            |

## Politik

### Mandatfördelning i valen 1938-1942
| 34 | 2 | 2 | 2 |

| 37 |

| 2 | 34 | 4 |

| 35 |